# Rabat-Salé-Kénitra
Rabat-Salé-Kénitra (arabsky: الرباط - سلا - القنيطرة; berbersky: ⵕⵕⴱⴰⵟ-ⵙⵍⴰ-ⵇⵏⵉⵟⵕⴰ) je jedním z dvanácti regionů Maroka po územním uspořádání v roce 2015. Nachází se na severozápadě Maroka a žije v něm 4 580 866 obyvatel (sčítání lidu v roce 2014). Hlavním městem je Rabat.
Města Rabat, Sale a Kénitra jsou třemi největšími a nejdůležitějšími městy v regionu, a to díky jejich velkému demografickému rozmachu a zejména díky přítomnosti důležitých průmyslových, obchodních a politických aktivit.

Provincie v regionu Rabat-Salé-Kénitra

## Nižší územní celky
Region Rabat-Salé-Kénitra se skládá ze tří prefektur a čtyř provincií:
- prefektura Rabat
- prefektura Salé
- prefektura Skhirate-Témara
- provincie Sidi Kacem
- provincie Sidi Slimane
- provincie Kenitra
- provincie Khémisset

## Podnebí
Podnebí je středomořské s oceánským vlivem v pobřežních městech a výrazně středomořské ve vnitrozemských městech. Region disponuje významnými vodními zdroji, zejména díky marocké politice výstavby přehrad.

## Ekonomika
Tento region je po Casablance druhou hlavní hospodářskou oblastí a vytváří 16,9 % HDP Maroka.